# HD 109246
HD 100858 är en gul solliknande stjärna i huvudserien i Drakens stjärnbild..
Stjärnan har fotografisk magnitud +8,88 och kräver fältkikare för att kunna observeras.

## Planetsystem
2010 kungjordes upptäckten av en exoplanet som fick designationen HD 109246 b.
| Planet      | Massa          | Halv storaxel (AE) | Siderisk omloppstid (d) | Excentricitet | Inklination | Radie |
| ----------- | -------------- | ------------------ | ----------------------- | ------------- | ----------- | ----- |
| HD 109246 b | 0,77 ± 0,09 MJ | 0,33 ± 0,08        | 68,27 ± 0,13            | 0,12 ± 0,04   | -           | -     |